# SAR-Klasse GMA/GMAM
Die Fahrzeuge der Klasse GMA/GMAM der South African Railways (SAR) sind Gelenklokomotiven der Bauart Garratt. Mit einer gebauten Stückzahl von 120 ist es die mit Abstand zahlreichste Garratt-Type der Welt. Zusammen mit der leistungsgleichen Vorgängerklasse GM gehören die GMA/GMAM zu den fünf zugkräftigsten Dampflokomotivbauarten, die auf der südlichen Hemisphäre eingesetzt wurden. Die Klasse GMAM kann im Vergleich zur Klasse GMA mehr Vorräte mitnehmen, ist aber sonst zu dieser baugleich.

## Geschichte
55 der Lokomotiven stammten von Henschel, 33 von Beyer-Peacock und 32 von North British Locomotive Works (NBL), wobei letztere als Unterauftrag von Beyer-Peacock an NBL abgetreten worden waren.

Die Lokomotiven der Klasse GMA/GMAM waren über ganz Südafrika verbreitet und bildeten auf vielen Strecken den letzten Stand der Dampftraktion vor der Einführung von Diesel- und Elektrolokomotiven. 

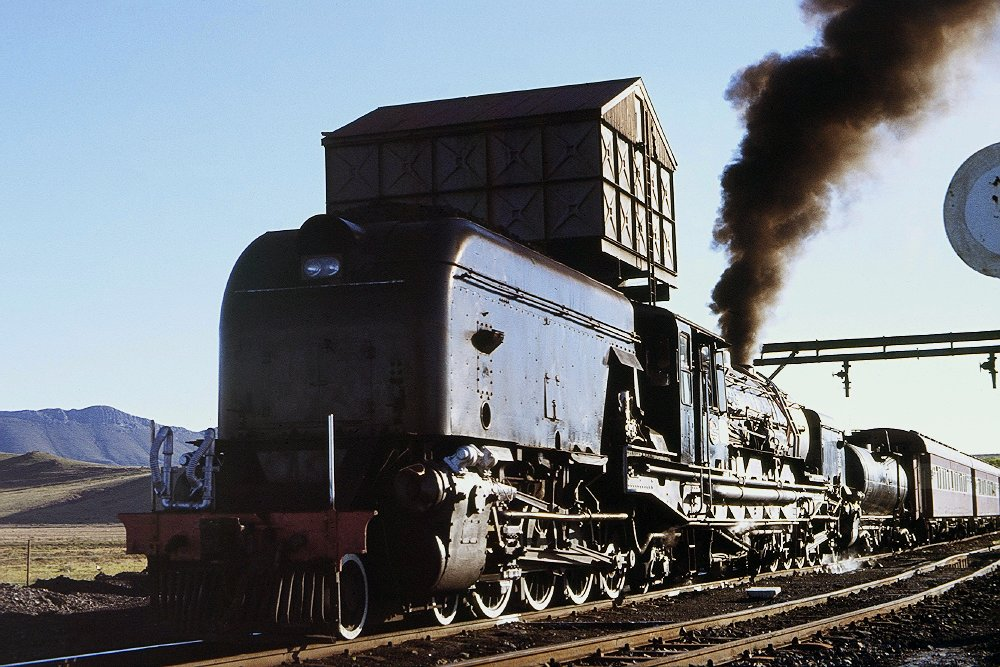
GMAM 4099 in Jagpoort, 1979

Sie kamen als universell verwendbare Lokomotiven vor Kohlenzügen – oft planmäßig im Vorspannbetrieb – ebenso zum Einsatz wie vor Personenzügen. Den größten Bestand von GMA/GMAM hatte mit 74 Stück das Depot in Pietermaritzburg, von wo aus die Maschinen für den Betrieb auf den stark befahrenen Zweigstrecken nach Franklin und Greytown benötigt wurden, die beide Steigungen bis zu 33,3 ‰ aufwiesen. Auch hier war vor längeren Zügen Vorspannbetrieb notwendig, wobei die GMA/GMAM auch gemeinsam mit Garratts der Klassen GCA und GF eingesetzt wurden. Teils noch stärkere Steigungen waren am Lootsberg-Pass zwischen Rosmead und Graaff-Reinet und am Montague-Pass zwischen Oudtshoorn und George zu bewältigen, typische Einsatzgebiete der GMAMs.
1979 wurden 21 Lokomotiven an die National Railways of Zimbabwe (NRZ) vermietet und Ende 1980 weitere acht an die Caminhos de Ferro de Moçambique (CFM).
1983 kauften die Randfontein Estates Gold Mines (REGM), die ein etwa 25 km langes Eisenbahnnetz betrieben, in zwei Gruppen insgesamt neun GMAM-Garratts (Nr. 4084, 4107, 4123, 4128, 4136 sowie 4059, 4060, 4073 und 4079), nachdem sich in Vergleichsuntersuchungen zum Diesel- oder Elektrobetrieb die Dampftraktion als wirtschaftliche Lösung ergeben hatte. Die Lokomotiven erhielten die Nummern R9 bis R12 und R14 bis R18 und wurden zunächst in Blau, später in Kastanienbraun lackiert, womit sie sich deutlich von den in Grau und Schwarz gehaltenen SAR-Maschinen unterschieden. Die REGM-Lokomotiven waren bis Ende der 1990er-Jahre im Einsatz.
Bei der SAR endete der Planeinsatz der Klasse GMA/GMAM schon 1984. Außer den REGM-Maschinen wurden noch zwei weitere (Nr. 4125 und 4168) an Industriebahnen verkauft. Sieben GMA/GMAM waren schon zuvor nach Unfällen verschrottet worden; eine der an die CFM vermieteten Loks (Nr. 4131) wurde Opfer eines Bombenangriffs.

## Erhaltene Lokomotiven

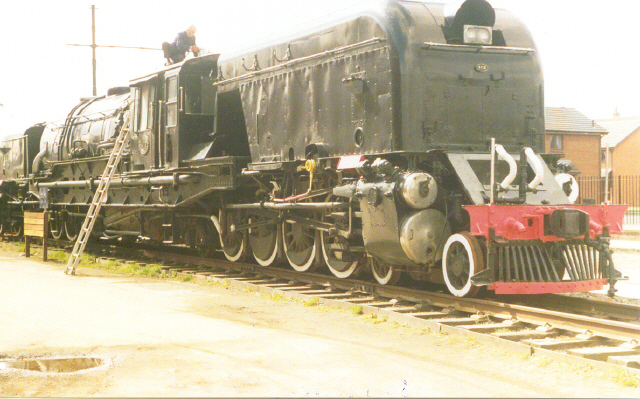
GMAM 4112 in Coatbridge, UK

Zwei Lokomotiven wurden von der SAR für den Einsatz vor Touristenzügen erhalten und in Mossel Bay stationiert.
Lok Nr. 4079, genannt Lyndie Lou, eine der REGM-Maschinen, gehört seit 1997 neben zwei weiteren GMAM zum Bestand des Sandstone Heritage Trust. Zwischen 2005 und 2007 war die Maschine an das Unternehmen Rovos Rail verleast und zog schwere Touristenzüge über lange Strecken. Weil die Lokomotive dadurch in den Augen ihrer Eigentümer zu stark belastet wurde, kam sie in der Obhut des Vereins Reefsteamers in Germiston, wo sie vor leichteren Ausflugszügen eingesetzt wurde. Die Lokomotive musste 2013 mit abgefahrenen Rädern abgestellt werden. Bis März 2017 sollte die Lokomotive wieder betriebsfähig aufgearbeitet sein.
Die von NBL gebaute Lok Nr. 4112 wurde nach Europa zurückgebracht und steht im Summerlee Industrial Heritage Museum in Coatbridge (Schottland).
Die GMAM 4135 wurde im November 2019 durch Orange Tree Development gekauft. Sie wird zur neu wieder auflebenden NCCR New Cape Central Company stoßen und für den Touristenverkehr Mossel Bay – George sowie gelegentlich vor Extrazügen über den Montague Pass nach Oudtshoorn eingesetzt.

## Technik
Die Lokomotiven entsprechen in Leistung, Abmessungen und Gewicht der Klasse GM, sind jedoch modernere Konstruktionen mit Stahlgussrahmen, Rollenlagern, geschweißter Stahlfeuerbüchse und optimiertem Triebwerksmassenausgleich. Wie schon die Klasse GM waren sie mit einem Stoker ausgerüstet. Optisch unterscheiden sich die GMA/GMAM von den GM vor allem in den abgerundeten Formen der Wasser- und Kohlenbehälter.
Die Klassen GMA und GMAM unterscheiden sich nur in der Größe ihrer Vorräte. Die GMAM – das zweite M steht für Mainline (Hauptstrecke) – kann 2,1 t mehr Kohle und 2,4 m³ mehr Wasser mitführen, wobei beide Varianten wie schon die Klasse GM den größten Teil des Wasservorrats in einem Wassertender (Kesselwagen) mitführen. Der Umbau einer GMA in eine GMAM und umgekehrt ist ohne weiteres möglich und wurde auch durchgeführt, so dass es nicht möglich ist, anhand der Loknummer bzw. Lieferserie auf die Klasse zu schließen.